# Priocnemis belokobylskii
Priocnemis belokobylskii  (лат.) — вид дорожных ос рода Priocnemis (Pompilidae).

## Распространение
Россия: Приморский край (в том числе,  заповедник Кедровая Падь, Находка, Лазовский заповедник, Уссурийский  заповедник), Еврейская автономная область.

## Описание
Длина тела самцов 4,0—6,5 мм, самок — 5,4—7,5 мм. Основная окраска тела чёрная. Лёт отмечен в июле, августе и сентябре. Предположительно, как и другие виды своего рода охотятся на пауков. Вид был назван в честь крупного российского гименоптеролога докт.биол.н. Белокобыльского С. А. (Зоологический институт РАН, Санкт-Петербург).